# Балабанов, Ефим Михайлович
Ефим Михайлович Балабанов (1908—1965) — советский физик-атомщик, доктор физико-математических наук. Лауреат Сталинской премии.
С 1930-х гг. работал в Государственном институте редких металлов (Гиредмет), после войны — в Физическом институте имени П. Н. Лебедева АН СССР (ФИАН) в лаборатории И. М. Франка.
По совместительству преподавал в различных вузах, в том числе в ВВИА им. проф. Н. Е. Жуковского.
Специалист по электрическим явлениям в газах.
В 1945 г. защитил кандидатскую диссертацию «Физические основы электрической сепарации материалов с помощью коронного разряда».
В 1956 г. защитил докторскую диссертацию:
- Дисперсные системы в электрическом поле коронного разряда : в 2-х т. : диссертация … доктора физико-математических наук : 01.00.00. — Москва, 1953. — 216 с. : ил. + Прил. (246 с.: ил.).

Лауреат Сталинской премии (Сталинские премии по Постановлению СМ СССР № 3044-1304сс от 31 декабря 1953 года) — за ядерно-физические исследования, связанные с разработкой и испытанием изделия РДС-6с.

## Сочинения
- Электрическая сепарация формовочных песков [Текст] / Е. М. Балабанов, М. Г. Боровик и Л. С. Соломон. — Москва : Машгиз, 1951. — 184 с., 2 л. схем. : ил., схем.; 23 см.
- Термоядерные реакции [Текст]. — Москва : Воениздат, 1963. — 86 с. : ил.; 20 см. — (Научно-популярная б-ка).
- Солнце на Земле [Текст] : Рассказы об атоме, атомном ядре и их энергии. — 2-е изд., доп. — [Москва] : Мол. гвардия, 1964. — 279 с. : ил.; 21 см.
- Элементы квантовой механики [Текст] : Конспект лекций по одноим. теме курса / Е. М. Балабанов. — [Москва] : ВВИА им. проф. Н. Е. Жуковского, 1966. — 74 с. : ил.; 24 см.
- Ядерные реакторы [Текст] / Е. М. Балабанов, д-р физ.-матем. наук. — Москва : Воениздат, 1957. — 211 с., 1 л. табл. : ил.; 20 см. — (Научно-популярная б-ка).
- В глубь атома [Текст] / Е. М. Балабанов, д-р физ.-мат. наук. — Москва : Знание, 1967. — 63 с.; 21 см.
- Физика ядерных реакторов [Текст] / Д-р физ.-мат. наук Е. М. Балабанов. — Москва : Знание, 1960. — 48 с. : ил.; 22 см.
- Физика ядерных реакторов [Текст] : Учебное пособие / Е. М. Балабанов ; Под ред. В. А. Михайлова. — [Москва] : ВВИА им. проф. Н. Е. Жуковского, 1959. — 169 с. : ил.; 22 см.
- Energia sztucznego słońca [Текст] / Efim Bałabanow ; Tłum. mgr. inż. Eugeniusz Czarny. — Warszawa : M-wo obrony narodowej, 1966. — 249 с. : ил.; 21 см.